# Джордж Гровс (боксер)
Джордж Гровс (англ. George Groves; 26 березня 1988, Лондон) — британський професійний боксер, чемпіон світу за версією WBA Super (2017—2018) та чемпіон Європи за версією EBU (2014) у другій середній вазі.

## Професіональна кар'єра
Джордж Гровс дебютував на профірингу 2008 року. 3 квітня 2010 року завоював титул чемпіона Співдружності у другій середній вазі, а 21 травня 2011 року — титул чемпіона Великої Британії BBBofC British.

### Гровс проти Фроча
2013 року Джордж Гровс став обов'язковим претендентом на титул чемпіона світу за версією IBF у другій середній вазі і 23 листопада 2013 року вийшов на бій проти чемпіона світу за версіями IBF і WBA Карла Фроча (Велика Британія). Фроч здобув перемогу технічним нокаутом в дев'ятому раунді, але багато оглядачів вважали, що рефері, який зупинив бій, втрутився передчасно. IBF зобов'язала Фроча дати бій-реванш.
Реванш відбувся 31 травня 2014 року і пройшов на стадіоні «Вемблі». Поєдинок вийшов конкурентним з невеликою перевагою чемпіона і завершився у восьмому раунді нокаутом після удару правою Фроча, який звалив Гровса з ніг. Журнал «Ринг» нагородив цей бій званням «Нокаут року».
12 вересня 2015 року Гровс вийшов на бій за титул WBC у другій середній вазі проти Баду Джека (Швеція) і програв розділеним рішенням суддів.

### Гровс проти Чудінова
27 травня 2017 року Гровс вийшов на бій за вакантний титул чемпіона WBA Super у другій середній вазі проти Федора Чудінова (Росія). З четвертої титульної спроби Гровс став чемпіоном світу, нокаутувавши росіянина у шостому раунді.

### World Boxing Super Series 2017—2018

#### Гровс проти Кокса
У першому раунді турніру Гровс зустрівся в бою зі співвітчизником Джеймі Коксом (24-1), якого сам обрав на жеребкуванні, і здобув дострокову перемогу у четвертому раунді, зустрівши непідготовлену атаку претендента хуком по печінці, який збив суперника з ніг.

#### Гровс проти Юбенка
У другому раунді турніру Гровс знов зустрівся в бою зі співвітчизником Крісом Юбенком-молодшим. Суперник був фаворитом бою у спеціалістів, але Гровс у невидовищному поєдинку був трохи точнішим за Юбенка і здобув перемогу одностайним рішенням.

#### Гровс проти Сміта
13 лютого 2018 року було оголошено, що фінал турніру WBSS у другій середній вазі відбудеться 2 червня 2018 року у Лондоні. Однак Джордж Гровс закінчував бій з Юбенком з травмою руки і після виходу до фіналу звернувся до організаторів турніру з проханням відкласти бій на місяць через необхідність операції після півфінального бою. 27 липня один з організаторів турніру Кале Заурленд повідомив, що бій відбудеться 28 вересня на арені спортивного комплексу імені короля Абдула у Джидді, Саудівська Аравія. Суперником Гровса був ще один співвітчизник Каллум Сміт. На кону поєдинку були титул чемпіона світу WBA Super, яким володів Гровс, та титул WBC Diamond Сміта.
В бою Каллум мав перевагу над Джорджем за габаритами і намагався тиснути на нього з першого раунду. В сьомому раунді Сміт потяг на себе Гровса, той пішов в атаку і отримав лівий боковий назустріч. Удар ошелешив Джорджа, а Сміт кинувся добивати. Напропускавши серію ударів, Гровс взяв коліно і не зміг піднятися до закінчення відліку рефері. Каллум Сміт став переможцем турніру Всесвітньої боксерської суперсерії і новим чемпіоном WBA Super.